# Iveco 490
L'Iveco 490 TurboCity UR Green est un autobus urbain fabriqué entre 1992 et 1996 par le constructeur italien Iveco division bus.
Il succède à l'autobus urbain Iveco 480 TurboCity de 1989 dont il dérive directement.
Le TurboCity était disponible en deux versions : 
- Iveco 490 - autobus urbain
- Iveco 590 - suburbain / ligne banlieue

en plusieurs longueurs : 10,5 - 12,0 et articulé de 18,0 mètres.
La version 690 interurbaine n'a jamais été commercialisée. Seuls 5 exemplaires considérés comme prototypes, les Iveco 690.18 articulés ont été vendus à l'ARST de Cagliari en Sardaigne.
Une version hybride a été commercialisée en version 12 mètres, réalisée par SEAC-Viberti, avec les composants Fiat Iveco et commercialisée sous le label Iveco 490.12 EYY Altrobus.
Comme de coutume chez les Italiens, les modèles sont équipés de 2, 3 ou 4 portes latérales d'accès, d'un display de signalisation du trajet à l'avant et latéral, d'une installation audio, et de la climatisation en option. L'accès à bord est très aisé en raison du plancher surbaissé et plat... 
Des véhicules ont également été carrossés par Viberti dans des versions urbaines et de ligne.

## Diffusion
Le modèle 490 TurboCity UR Green, produit à plus de 7.000 exemplaires, a été, à cette époque, l'autobus urbain le plus diffusé en Italie et dans de nombreux pays d'Europe, outre les grandes villes italiennes comme Milan, Rome et Turin où sa présence était sans concurrence.
Le 490 TurboCity UR Green succède au modèle Iveco 480 TurboCity de 1989 et en reprend les caractéristiques qui en ont fait son succès, notamment le plancher surbaissé et plat sur toute la longueur. Ce fut un des tout  premiers bus urbains de ce type dans le monde.
L'Iveco 490 TurboCity a été remplacé en 1996 par le modèle Iveco 491 CityClass.

## La version hybride Iveco 490 EYY "ALTROBUS"[1]
Ce modèle semble avoir été fabriqué en 12 exemplaires uniquement pour l'ATAC de Rome.

## L'Hybus de Pininfarina[2]
Lors du forum international "MobilityTech" sur l'innovation technologique et le développement de la mobilité et des transports qui s'est tenu à Milan les 24 et 25 octobre 2011, Pininfarina a présenté l'Hybus, un autobus écologique hybride construit sur la base d'un autobus urbain Iveco 490 TurboCity Euro 1 de 1994.
Le projet, conçu pour la ville de Turin, visait à convertir un autobus équipé de moteurs Euro 0–1 ou 2 en un autobus hybride pour une application en série. Le modèle exposé le 21 octobre 2011 Piazza Duomo à Milan est le premier prototype développé en collaboration des GTT, entreprise publique de transports en commun de la ville de Turin. 
La conversion d'un vieil autobus avec une motorisation diesel en autobus hybride écologique présente un double avantage : réduire la pollution urbaine et diminuer les coûts de fonctionnement et les investissements. En effet, le Pininfarina Hybus, permet d'économiser 60% du prix d'achat d'un autobus hybride neuf. Le revamping permet de plus de supprimer en grande partie le problème du traitement des véhicules obsolètes, attendu que tout l'autobus, à l'exception du moteur est réutilisé, simplement remis en état et équipé d'un moteur neuf de très petite cylindrée plus écologique, le Fiat 1.3 MultiJet de 92 ch DIN (69 kW).
Ce petit moteur diesel, primé pour ses qualités environnementales, est conforme à la norme Euro 5, qui recharge les batteries et assure les fonctions hydrauliques et pneumatique du véhicule. La traction est assurée par deux moteurs électriques Magneti-Marelli. L'ensemble batteries ion-lithium et le Battery Management System sont fournis et brevetés par FAAM. Naturellement, le système géré par informatique permet de récupérer de l'énergie lors du freinage.
L’autobus garde sa carrosserie originale. Seule une petite modification est apportée à la partie arrière pour intégrer et supporter le groupe batteries. L'aménagement intérieur peut aussi être modernisé en fonction des nouvelles habitudes de la clientèle, graphisme des écrans d'information, couleurs, sièges, etc..
L'autobus Pininfarina Hybus a été développé par le "Centro Design e Engineering Pininfarina" de Cambiano (Turin), qui avait déjà étudié et mis au point le projet Pininfarina BlueCar pour le groupe Bolloré, et le laboratoire Nido, qui a conçu deux projets de véhicules électriques : Nido EV, un prototype de petite voiture urbaine et le véhicule présenté sur le stand Pininfarina au salon AutoShanghai 2011 en fibre de carbone et matériaux composites.

### Caractéristiques techniques de l'Hybus
Le modèle qui a servi de base est un autobus urbain Iveco 490 Euro.1 de 1994.
- Interventions :
  - remplacement du moteur diesel d'origine par le moteur Fiat 1.3 MultiJet Euro 5 de 69kW qui équipe plusieurs modèles automobiles comme Fiat Fiorino, Fiat Grande Punto, Opel Corsa, Citroën Nemo, Peugeot Bipper,
  - installation des deux moteurs électriques Magneti-Marelli,
  - installation d'un ensemble de batteries FAAM ion-lithium,
  - installation du BMS - Battery Management System, pour la récupération de l’énergie au  freinage,
  - intégration de l’architecture informatique de contrôle de fonctionnement de l'ensemble.

- Éléments sans changements :
  - poids total de véhicule et sa répartition sur les essieux,
  - système de freinage et direction (pompe hydraulique et compresseur gérés électriquement).